# Stor-Raggsjön
Stor-Raggsjön är en sjö i Norsjö kommun i Västerbotten och ingår i Umeälvens huvudavrinningsområde. Sjön har en area på 5,87 kvadratkilometer och ligger 274 meter över havet. Sjön avvattnas av vattendraget Åman.

## Delavrinningsområde
Stor-Raggsjön ingår i det delavrinningsområde (721003-165258) som SMHI kallar för Utloppet av Stor-Raggsjön. Medelhöjden är 292 meter över havet och ytan är 19,78 kvadratkilometer. Räknas de 8 avrinningsområdena uppströms in blir den ackumulerade arean 145,26 kvadratkilometer. Åman som avvattnar avrinningsområdet har biflödesordning 3, vilket innebär att vattnet flödar genom totalt 3 vattendrag innan det når havet efter 204 kilometer. Avrinningsområdet består mestadels av skog (59 procent). Avrinningsområdet har 5,88 kvadratkilometer vattenytor vilket ger det en sjöprocent på 29,7 procent.